# Andrea Zorzi

Andrea Zorzi (Noale, Italia, 29 de julio de 1965) es un exjugador profesional de voleibol italiano.

## Biografía
Empieza su carrera en el Thermomec Padova en segunda división disputando tres temporadas entre 1982 y 1985 antes de fichar por el Pallavolo Parma y debutar en la  Serie A1 en 1985/1986. En cuatro temporadas gana un campeonato, dos copas de Italia, tres Recopa de Europa, dos supercopas de Europa y el Mundial de clubes de 1989. En verano de 1990 se marcha al Volley Gonzaga Milano con el cual consigue ganar otra Recopa de Europa y los mundiales de clubes de  1990 y 1992. En 1994/1995 ficha por dos temporadas por el Sisley Treviso donde gana sus últimos títulos a nivel de clubes (el campeonato 1995/1996 y la supercopa de Europa de 1994); acaba su carrera en el Lube Macerata en las temporadas 1996/1997 y 1997/1998.
Internacional por 325 con la selección de Italia forma parte de la generación de los fenómenos del voleibol italiano. Con los Azzurri gana los Mundiales de 1990 y 1994, tres Eurocopas y tres Ligas Mundiales; además participa en tres ediciones de los Juegos Olímpicos ganando la medalla de plata en la edición de  Atlanta 1996.

## Palmarés

### Clubes
- Campeonato de Italia (2):  1989/1990, 1995/1996
- Copa de Italia (2): 1986/1987, 1989/1990
- Champions League (1): 1994/1995
- Supercopa de Europa (3): 1989, 1990, 1994
- Recopa de Europa/Copa CEV (4):  1987/1988, 1988/1989, 1989/1990, 1992/1993
- Campeonato Mundial de Clubes (1) : 1989, 1990, 1992